# Alcoolmetru

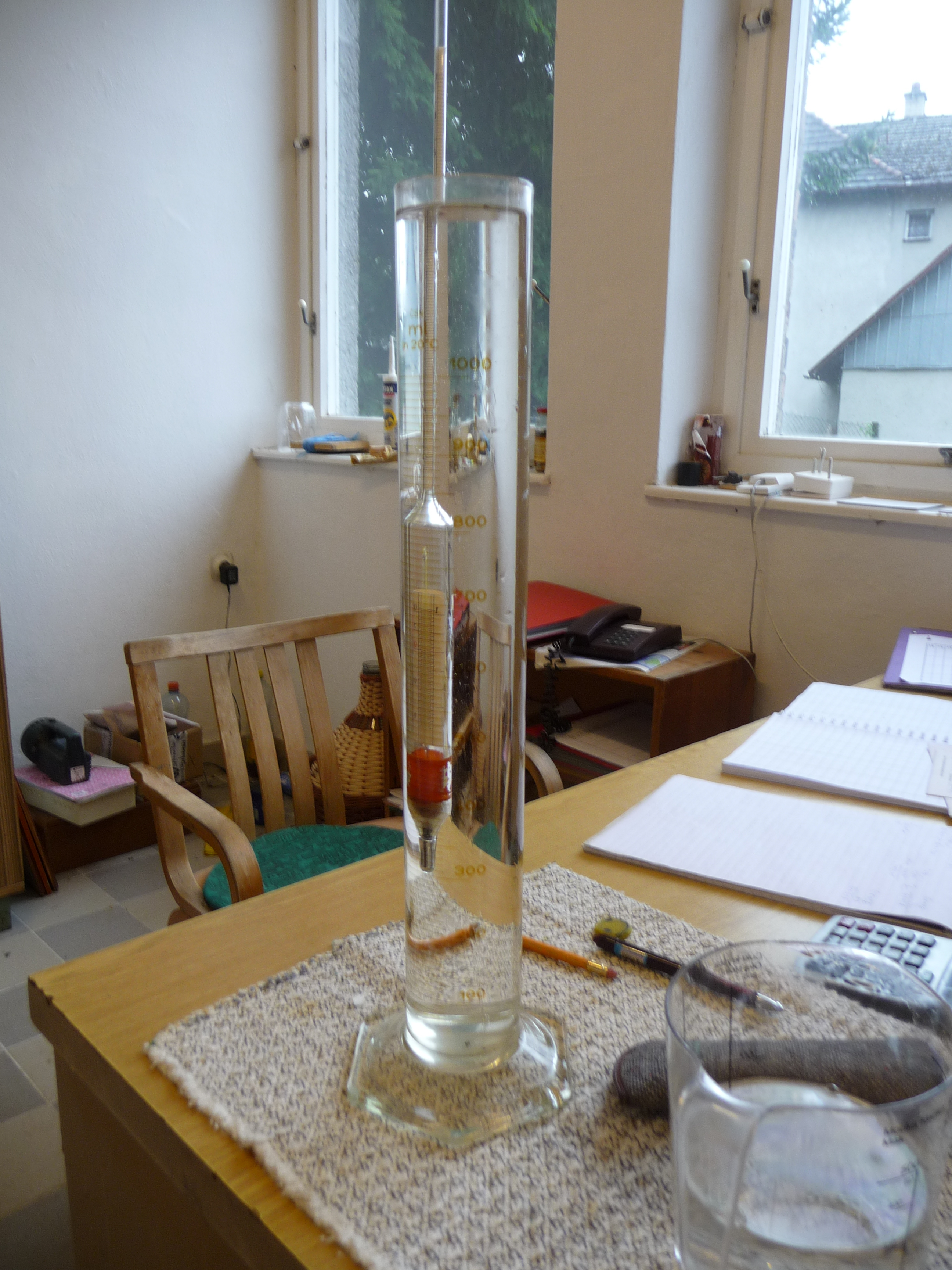
Alcoolmetru

Alcoolmetrul este un instrument de măsură care servește la măsurarea concentrației de alcool a unei soluții.

## Utilizare
De regulă, instrumentul este folosit la determinarea conținutului de alcool din băuturile spirtoase - țuică, palincă, horincă, rachiu, vodcă etc. Măsurarea se efectuează prin scufundarea aparatului în lichidul respectiv, valoarea conținutului de alcool determinându-se prin citirea diviziunii de pe scala vizibilă a alcoolmetrului, până la care acesta se scufundă în lichid. Pentru o măsurare cât mai exactă, lichidul trebuie să aibă o temperatură de aproximativ 20°C.

## Distincția dintre alcoolmetru și densimetru
În esență, alcoolmetrul este de fapt un densimetru, folosit în alcoolmetrie, asemănător cu cel pentru măsurarea electrolitului de la acumulatorii auto, densitatea lichidului variind invers proporțional cu concentrația de alcool, distincția principală fiind faptul că acesta este mai puțin lestat, dând astfel posibilitatea măsurării unor densități mai mici decât cea a apei. 

O altă distincție o reprezintă gradația, alcoolmetrul fiind gradat nu în grade, ci în procente volumice. Alcoolmetrul centezimal al lui Gay–Lussac permite citirea directă a procentului de alcool conținut în 100 volume de soluție.

Alcoolmetrul trebuie să fie conform specificațiilor pentru echipamentele din clasa I sau clasa II definite în Recomandarea Internațională nr. 44, Alcoolmetre și hidrometre alcoolice ale OIML (Organizația Internațională pentru Metrologie Legală).

## Alcoolmetrul digital
Alcoolmetrul digital (var.: Alcooltester digital, Etilometru digital, Etilotest digital, Detector digital de alcool) denumește un aparat electronic, echipat cu un senzor electrochimic de alcool, conceput pentru a măsura concentrația de alcool din corpul omului (alcoolemie), prin analiza aerului expirat. Persoana în cauză suflă într-un orificiu al aparatului și pe un ecran se afișează alcoolemia. Există de asemenea, aparate cu imprimantă încorporată, rezultatul obținut putându-se tipări pe suport de hârtie sau încărca într-o memorie electronică.